# MechWarrior Online
MechWarrior Online è un videogioco di tipo persistente e massivo on-line (MMOG) pubblicato il 17 settembre 2013 e commercializzato con la formula del free to play. È una simulazione di pilotaggio di mech (con visuale in prima o in terza persona), dedicata alla piattaforma PC (per sistemi operativi Microsoft Windows), ispirata al gioco da tavolo BattleTech originariamente pubblicato dall'editore FASA.
Il 17 aprile 2018, il nome del gioco è stato ampliato in: MechWarrior Online: Solaris 7.
Dal 21 marzo 2023, il titolo è stato ufficialmente rinominato MechWarrior Online: Legends.
Il gioco è in continuo sviluppo presso la software house canadese Piranha Games e fa parte di un accordo siglato dalla ex collaborante software house Smith & Tinker, con Microsoft, per disporre dei diritti sul franchising della serie MechWarrior.

## Trama
L'ambientazione generale è quella di BattleTech, dove l'umanità ha colonizzato una larga porzione di Via Lattea, poi suddivisa in Stati interstellari controllati da dinastie nobiliari guerrafondaie. In conseguenza di ciò, la galassia è divenuta teatro di ostilità interminabili. I mech detti BattleMech, macchine imponenti e avanzate, in genere antropomorfe, condotte da un'élite di piloti chiamati MechWarrior, sono determinanti sui campi di battaglia.

## Modalità di gioco
(Motto del gioco.)
MechWarrior Online adotta il modello di gioco multiplayer PvP. I partecipanti (in gruppi da 1,2,3,4,12, fino a un massimo di 24 per mappa) pilotano (da una visuale in prima persona, o, dal 20 agosto 2013, per opera di una patch, anche da quella in terza persona), i BattleMech (mech da guerra) e nel corso della creazione del proprio profilo di gioco, viene loro chiesta l'affiliazione a una delle fazioni dell'universo BattleTech. È possibile, in seguito, formare una propria corporazione mercenaria o partecipare per conto proprio. In base alle vittorie ottenute, ai contratti onorati, le risorse economiche guadagnate verranno spese per coprire i costi di riparazione, manutenzione e d'aggiornamento dei mech (separati per stazza Leggera, Media, Pesante e Assalto, per potenza di fuoco, corazza, rendimento termico e per velocità massima raggiungibile), agendo su armamenti (suddivisi in tre categorie: balistici, a energia e missilistici), spessore e tipologia di corazza, potenza del motore a fusione, dissipatori di calore, jet di salto (per superare ostacoli ed eseguire manovre evasive), equipaggiamento ECM, moduli per incrementare l'efficienza delle apparecchiature e pattern di mimetizzazione (operazioni gestibili all'interno dell'apposito hangar-officina "MechLab").
Una volta configurato il proprio BattleMech è possibile accedere ad una modalità di addestramento in solitaria:
- Testing Grounds, è una modalità ove è possibile eseguire test propedeutici di movimento, mira, potenza di fuoco, dissipazione termica e altro, oltre a prender dimestichezza con le ambientazioni e il gioco in generale. Qui, è possibile agire, all'interno di una "mappa di prova" casuale e offline, anche in "opposizione" a mech che fungono da meri bersagli, disposti in modo non preordinato sulla pianta di gioco[14][15].

Un'ulteriore e più avanzata sessione di training viene offerta dalla modalità MechWarrior Academy.
Complessivamente, le mappe di gioco realizzate sono ventuno, ciascuna differente per morfologia di terreno, presenza o meno d'insediamenti urbani, industriali o di installazioni, condizioni climatiche, periodo del giorno, grado di visibilità e per la gestione del calore prodotto dagli armamenti dei mech.
La modalità di gioco Solaris 7 mette a disposizione ulteriori cinque mappe: Boreal Reach, The Factory, Steiner Colosseum, The Jungle e Ishiyama Caves.
In MechWarrior Online le tipologie di gioco sono suddivise nelle categorie Quick Play, Faction Play e Solaris 7.

### Quick Play
Le partite possibili in modalità Quick Play sono:
- Assault, un Capture the Flag di 12 giocatori contro 12 (al massimo), che ha termine solo quando tutte le basi vengono occupate da una squadra o quando ogni mech avversario viene abbattuto;
- Conquest, dove i partecipanti (suddivisi in squadre di 12 giocatori per parte, come limite massimo) si contendono le risorse di germanio (elemento chimico costoso molto raro nella Inner Sphere, impiegato nella costruzione delle BalzoNavi, astronavi in grado di spostarsi rapidamente nel cosmo), attraverso il controllo di unità estrattive (le quali raffinano il germanio per la squadra che le detiene). In ciascuna mappa sono dislocati cinque centri di raccolta e raffinazione. Ogni formazione inizia il match con il controllo già acquisito di un centro estrattivo. Gli altri punti di raccolta (da conquistare e difendere) sono dislocati nel resto della mappa di gioco. Consegue la vittoria, la prima squadra che accumula la quantità massima stabilita di germanio. Le regole, rendono, inoltre possibile aggiudicarsi la partita grazie all'abbattimento di ogni BattleMech avversario[19];
- Skirmish, una modalità in cui le squadre (composte da un massimo di 12 membri) si affrontano con il semplice fine di distruggersi prima dell'altra (entro un periodo di tempo stabilito);
- Domination, dove l'obiettivo è quello di mantenere il controllo di centrali di comunicazione per una durata complessiva di tre minuti;
- Escort prevede due squadre antagoniste: da una parte i difensori, i quali devono proteggere un BattleMech modello Atlas che, guidato dall'IA del sistema di gioco ha il suo obiettivo nel fuggire e raggiungere in tempo la "Zona di estrazione"; mentre dall'altra parte gli attaccanti hanno il compito di distruggere l'Atlas stesso.

A partire da fine aprile 2014, attraverso una patch, è stata introdotta la modalità Private Match, per consentire a due gruppi di giocatori di sfidarsi offline in una partita personalizzata.
"Looking For Group", è invece una funzione di ricerca di nuovi giocatori (introdotta ad aprile 2015) che permette più agevolmente di trovare persone per organizzare e completare squadre di 12 giocatori.

### Faction Play (Community Warfare)
Nella giornata dell'11 dicembre 2014, con l'introduzione (in beta) del sistema di espansione denominato Community Warfare (o, in seguito, Faction Play), sono state attivate ulteriori modalità di gioco:
- Siege e Siege Counter Attack (precedentemente chiamate Invasion e Invasion Counter Attack[24]), mettono in competizione le varie fazioni della Inner Sphere e quelle dei Clan, e concedono a ciascun giocatore (unito a squadre di 12 contro 12) di legarsi ad una casata o a un clan per un'alleanza anche permanente (in tal caso, il sodalizio pur comportando maggiori ricompense, rende più difficile uscirne). Con Siege e Siege Counter Attack è a disposizione una mappa dei pianeti della Inner Sphere da conquistare o difendere (in un lasso di tempo di 30 minuti per ciascuno scontro), permettendo di cambiare i confini delle nazioni.

Con l'esordio anche della funzionalità DropShip, i partecipanti sono in grado di portare in partita (a bordo di una "Nave da Sbarco" appositamente limitata da un tonnellaggio massimo stabilito) quattro mech da selezionare e far scendere in battaglia ogni volta che si renderà necessario sostituirne uno abbattuto.
In un secondo momento, sono state implementate altre tipologie di partite:
- Scouting e Counter Scouting sono missioni preparatorie dove vengono raccolte informazioni per le modalità Siege e Siege Counter Attack. Sono giocate 4 contro 4 ed incentrate sulla cattura o la difesa di punti della mappa ove sono presenti informazioni strategiche[25];
- Incursion è una modalità a squadre (originariamente prevista per il Quick Play[26]) che prevede la vittoria per quei giocatori che, preservando la loro base dagli assalti, combattano per recuperare celle di combustibile necessarie all'operatività di torri di supporto (radar, controllo aereo e jamming) usate contro l'avversario;
- Competitive, modalità di gioco a squadre (8 giocatori per parte), è destinata a quei team che hanno già completato almeno 25 partite in qualsiasi combinazione di modalità pubblica di gioco. I match si svolgono con le regole della modalità Conquest e mirano a creare un più alto livello di scontro fra giocatori esperti[27].

La funzione War Planning (pianificazione di guerra) consente esclusivamente ad una specifica categoria di giocatori (i Loyalists, lealisti ad una fazione combattente) di esprimersi su chi attaccare per le successive 24 ore.

### Solaris 7
Il pianeta Solaris VII è il palcoscenico sul quale si svolgono i "Giochi di Solaris", un campionato di combattimenti in stile gladiatorio, per arene gestite dalle Grandi Casate nobiliari della Inner Sphere.
Le partite possibili nella modalità Solaris 7 sono le seguenti:
- 1 vs 1, ove due avversari, entro un tempo stabilito, duellano seguendo le regole del deathmatch. Nel caso, scaduto il tempo, nessuno dei concorrenti venisse sconfitto, la partita risulterà un pareggio;
- 2 vs 2, in cui due squadre, ciascuna composta da due giocatori, si battono entro un tempo prestabilito. La squadra che al termine del tempo avrà conservato più compagni risulterà quella vincitrice. La partita sarà invece in pareggio se, a tempo concluso, nessun BattleMech risulterà abbattuto.

Il sistema di gioco (introdotto dall'aprile 2018) è articolato in sette divisioni e il giocatore vi partecipa con un contratto fornito da cosiddetti Patrons (patrocinatori), come loro MechWarrior; viene inoltre finanziato da vari Sponsors. I risultati di ogni partita incidono su di una classifica stagionale. Il conseguimento di vittorie fa crescere la reputazione e di conseguenza l'apprezzamento dei maggiori patrocinatori e delle migliori sponsorizzazioni nei confronti del giocatore. Alla scadenza di un contratto, il partecipante può decidere se impegnarsi o meno con un altro patrocinatore, mentre le sponsorizzazioni possono essere ottenute o perse in base ai propri risultati di gara. I Patrons assegnano premi chiamati Accolades (encomi). Gli Sponsors forniscono premi sia in C-Bill che in ACC (Accolades). Entrambe le ricompense vengono usate per migliorare i mech (personalizzazioni estetiche incluse), o per acquistarne di più performanti.
Ai match di Solaris 7 è possibile partecipare anche solo come spettatori.

### BattleMech
Sono disponibili molti modelli standard di BattleMech (già presenti o disponibili in futuro) di MechWarrior Online, oltre i quali, è possibile selezionare alcune varianti.
Una peculiare classe di BattleMech, la Hero Class BattleMech (come la definisce lo sviluppatore), presenta speciali variazioni telaistiche (assieme a decalcomanie e vivaci mimetismi) di mech già operanti nel gioco.
A partire dall'aprile del 2013, è stata creata un'ulteriore e particolare classe di BattleMech, chiamata Champion Class BattleMech, la quale offre nuove varianti (con equipaggiamenti realizzati dalla community), che fanno beneficiare l'utente d'un incremento prestazionale.

### Armamenti
Le categorie di armi impiegabili in MechWarrior Online vengono rese più efficaci da una varietà di congegni complementari elettronici di monitoraggio e puntamento. Va considerato altresì, che tutte le classi liberano quantità di calore deleterio per il regolare funzionamento del mech; oltrepassata una certa soglia di sicurezza, si innesca infatti l'auto-spegnimento temporaneo del BattleMech, lasciando il mech alla mercé degli avversari:

## Sviluppo
Jordan K. Weisman, fondatore della software house Smith & Tinker e già cofondatore della FASA Corporation (editore che aveva lavorato alla serie MechWarrior), nonché co-creatore dell'universo immaginario BattleTech, ha negoziato la licenza per la serie MechWarrior da Microsoft, considerando che questa, aveva lasciato i diritti di sfruttamento della serie inattivi per diversi anni (il loro ultimo lavoro risale al 2004, con MechAssault 2: Lone Wolf). Russ Bullock, fan della serie e presidente di Piranha Games, ha avviato una collaborazione congiunta con Weisman, per lavorare alla produzione di un nuovo episodio di MechWarrior (sviluppo iniziato nell'ottobre 2008, anno in cui i due studi hanno cominciato a discutere il progetto su carta e penna).
Un primo annuncio del gioco è avvenuto nel luglio 2009, mediante tre minuti di un trailer di debutto (preceduto da altri due, piuttosto brevi e volutamente criptici). A quel tempo, il gioco veniva indicato semplicemente come MechWarrior (in rete veniva altresì chiamato "MechWarrior 5") e sembrava essere stato concepito come un "reboot" della serie e non una continuazione dei capitoli precedenti. Il titolo ufficiale MechWarrior Online è scaturito in seguito, nel corso dello sviluppo: nel mese di ottobre 2011, su una pagina dedicata di Twitter, venne lanciata la campagna pubblicitaria per il nuovo progetto e il 31 ottobre, avvenne il lancio ufficiale. La Piranha Games, a giugno dello stesso anno, aveva terminato di lavorare al comparto multiplayer del gioco Duke Nukem Forever e al suo porting su console.
Successivamente, una revisione del progetto MechWarrior fu determinata dalle restrizioni imposte da Microsoft dopo dichiarata volontà da parte di Piranha Games di produrre una versione anche per la console PS3, della concorrente Sony. Sostanzialmente, questo è stato anche la causa principale della difficoltà a reperire un editore per il gioco. Proprio il problema iniziale di trovare finanziamenti, fu risolto quando un gruppo d'imprenditori canadesi incontrò Piranha Games e vi si unì nello sforzo di pubblicare il gioco: a questo scopo, venne fondata la Infinite Game Publishing.

Piranha Games, rilevò in seguito i diritti di licenza per MechWarrior, precedentemente ottenuti da Smith & Tinker (la quale aveva deluso le aspettative della Piranha Games nel trovare un editore).
Se inizialmente, la piattaforma di sviluppo doveva essere sia quella PC che quella console (l'Xbox 360, nella fattispecie), in seguito quest'ultima è stata abbandonata in favore della prima.
Il 22 maggio 2012, Piranha Games ha annunciato per MechWarrior Online, l'inizio della closed beta, il beta testing "chiuso" (ovvero un collaudo online reso disponibile ad un ristretto numero di giocatori).
Lo sviluppatore, ai primi di ottobre 2012, ha rimosso il vincolo del Non Disclosure Agreement, l'accordo di non divulgazione, riguardante i contenuti della closed beta, concedendo in tal modo l'opportunità di pubblicare sia immagini, che video del suo gioco.
A partire dal 16 ottobre 2012, MechWarrior Online avrebbe dovuto entrare in fase di open beta, ovvero il beta testing "aperto" (un periodo di test accessibile a chiunque), ma la data è stata rinviata al 29 ottobre, a motivo di problemi di stabilità del gioco, tra i quali, il sistema di matchmaking, il bilanciamento e la carenza di un tutorial completo.
Il 17 settembre del 2013, avviene il lancio ufficiale, con l'uscita dal beta testing.
A partire dal 4 febbraio 2014, è stata avviata una profonda revisione dell'interfaccia utente (novità definita come "UI 2.0"), operata con gli obiettivi di ridurre le difficoltà dei neofiti, comunicare informazioni in modo più chiaro e immediato, aumentare infine, l'usabilità generale.
Infinite Game Publishing cessa di dare il suo apporto al progetto nell'agosto del 2014 e presenta istanza di bancarotta il 1º ottobre dello stesso anno.
L'11 dicembre del 2014, viene avviata la fase beta del sistema Community Warfare, un'espansione che permette ai giocatori di partecipare non più a partite scollegate le une alle altre, ma bensì di contribuire ad un piano complessivo di conquista o difesa, ridefinendo continuamente i confini dei vari territori interstellari.

### Sceneggiatura generica iniziale
(Esecuzione della diagnostica d'avvio dei BattleMech.)
In origine, il gioco era stato concepito per essere ambientato nell'anno 3015, sul pianeta Deshler (appartenente alla Casata Davion). Il giocatore avrebbe dovuto interpretare il personaggio di Adrian Khol, quarto figlio della famiglia nobile regnante su Deshler e unico sopravvissuto all'occupazione da parte delle forze rivali della Casata Kurita.
Tale canovaccio è stato abbandonato quando, in seguito a una pausa di un anno nei lavori, a fine 2011 lo sviluppo del gioco è ripreso. La Piranha Games ha rielaborato la trama per adattarla al gioco multiplayer online che MechWarrior Online sarebbe diventato, cronologicamente partendo dall'anno 3049 a seguire, dove le fazioni della Inner Sphere (le Casate nobiliari Kurita, Davion, Liao, Marik, Steiner, oltre alla nazione della Repubblica Libera di Rasalhague) e le compagnie mercenarie, si danno battaglia su diversi mondi. Il giocatore, impersona un pilota mercenario (chiamato genericamente "MechWarrior") affiliato ad una delle fazioni in lotta.
Il gioco segue la cronologia fittizia dell'universo BattleTech e i giocatori venivano inizialmente informati (con cadenza giornaliera) mediante aggiornamenti redatti in parte da Catalyst Game Labs (società licenziataria dei diritti riguardo a BattleTech), su notizie ed eventi dalla "portata storica", in svolgimento; difatti, gli sviluppatori hanno predisposto che un giorno del calendario sia pari ad un giorno di gioco (a titolo di esempio, il 1º gennaio 2012 è pari al 1º gennaio, 3049 del calendario dell'universo fittizio BattleTech). Tuttavia, a causa dell'allungarsi dei tempi di sviluppo, il proposito di pubblicare notizie "storiche" giornaliere è stato abbandonato.

### Controller
Alla fiera di videogiochi E3 2012, di Los Angeles, è stato mostrato il Razer Artemis, un prototipo di controller a forma di console, ideato in collaborazione con Piranha Games appositamente per MechWarrior Online e composto da un joystick operante su tre assi (dotato di tecnologia force feedback), da un tastierino con 12 pulsanti programmabili e, disposto in modo centrale, uno schermo LCD inclinabile, sul quale evidenziare la mappa di gioco, il radar e lo status degli armamenti installati.

## Problemi legali
Il 3 settembre 2009, dopo la pubblicazione del video principale d'anteprima del gioco, il sito IGN, che aveva ospitato il trailer sui propri server, fu diffidato dai legali della Harmony Gold (proprietaria del franchising Robotech), dal continuare a mostrare tale video, citando una violazione di copyright. Tale violazione era dovuta all'impiego di diversi disegni di mech, presumibilmente derivati dalla serie Macross. In particolare, il trailer di MechWarrior era caratterizzato dalla presenza di un mech modello "Warhammer", simile nel design al "Destroid Tomahawk", di Macross e della serie Robotech. Il "Warhammer", così come molti altri modelli di mech (il "Marauder" e l'"Archer", a titolo di esempio), erano una parte importante del franchising BattleTech, ma si basavano sulle immagini di Macross e altre serie anime che FASA aveva concesso in licenza ai creatori giapponesi della saga. Tuttavia, Harmony Gold sostenne che le immagini erano, nell'ambito territoriale degli Stati Uniti, una loro proprietà.
Nel giugno 2011, Bryan Ekman, dei Piranha Games, attraverso Twitter annunciò che la sua società non era in disputa con Harmony Gold e che quest'ultima, non era responsabile del ritardo del gioco.

## Modalità di pagamento
MechWarrior Online è un free to play con un'economia di gioco supportata da due valute virtuali, i C-Bills (abbreviazione di ComStar bill, unità monetaria immaginaria dell'universo BattleTech), i quali possono essere guadagnati al termine di ogni singolo match e gli MC (Mech Credit, moneta virtuale concepita dagli sviluppatori del gioco), ottenibili esclusivamente attraverso una conversione dal denaro reale.
Laddove parte degli articoli disponibili nel MechLab e pagabili in C-Bills (come BattleMech, armamenti, sistemi elettronici, livree, ecc.), chiamati non-Premium, possono essere ottenuti a prezzi moderati o relativamente contenuti, altri, per contro, sono proposti a prezzi considerevolmente maggiori, al fine di persuadere il giocatore ad acquistarli mediante moneta di tipo MC, senza attendere il raggiungimento della cifra necessaria (accumulabile con il compenso delle battaglie).
Per alcuni articoli (definiti Premium), come gli Hero Class BattleMech, gli accessori per abitacolo e via discorrendo, possono essere acquistati unicamente con valuta MC.
Col proposito di garantire giocabilità anche agli utenti con budget limitato, gli sviluppatori hanno messo a disposizione una selezione di BattleMech di prova, ottenibili a titolo gratuito, i quali vengono anche riparati in modo automatico e senza costi aggiuntivi, alla conclusione delle partite. I mech di prova, permettono tuttavia di guadagnare solo un ammontare ridotto di C-Bills e punti-esperienza (detti XP), rispetto ai mech acquistati e non possono inoltre giovare di modifiche alla configurazione.

## Accesso al beta testing

### Operation Inception
Con l'iniziativa promozionale chiamata Operation Inception, lo sviluppatore ha dato l'opportunità, agli utenti paganti, di accedere alla prima fase beta del gioco (closed beta), con una modalità di pagamento definita Founder's Program, un pacchetto chiamato Founders Package, diviso in tre livelli: Legendary, Elite e Veteran, ognuno dei quali forniva un accesso avanzato al beta testing. Il Founders Package offriva ai giocatori anche vantaggi esclusivi (in base al prezzo), compresi mesi di accesso ai server di Piranha Games con un account definito Premium (dove si otteneva più moneta virtuale e "punti-esperienza", al termine di ogni sessione di gioco), valuta virtuale spendibile all'interno del gioco e i BattleMech inclusi nel programma Founder's Mechs.
Il primo modello di BattleMech del programma Founder's Mech (creato per testare i mech presenti nella versione definitiva del gioco) è stato l'Atlas, reso disponibile nella prima settimana di agosto 2012.
Il Founder's Program di MechWarrior Online ha raccolto (sino alla fine della fase closed beta, ottobre 2012) oltre cinque milioni di dollari.
A partire dal 29 ottobre 2012, MechWarrior Online ha reso accessibile la fase di open beta a chiunque (previa registrazione) e a titolo gratuito (scaricando l'apposito client). Il periodo dedicato alla beta, si è concluso il 17 settembre 2013, contestualmente all'uscita del gioco.

## Package principali

### Project Phoenix
Piranha Games, il 25 giugno 2013, ha annunciato un'iniziativa promozionale denominata Project Phoenix (volta a finanziare il gioco, analogamente a quanto già visto con il progetto Operation Inception e il suo Founder's Program), concernente una serie di pacchetti promozionali con la formula del preordine.

Cinque sono i pacchetti proposti, chiamati "Talon", "Storm", "Guardian", "Overlord" e "Saber" (quest'ultimo accessibile dal 17 dicembre 2013), ognuno dei quali non più disponibili in futuro. Vengono offerti modelli di BattleMech inediti per MechWarrior Online, così come varianti standard di ogni mech a pacchetto.
I mech acquistabili attraverso il Project Phoenix, così come per il precedente programma promozionale Founder's Mechs, sono varianti di BattleMech standard, i quali dispongono di un design unico (personalizzazioni esteriori e schemi di mimetizzazione), un aumento del 30% dei punti-esperienza accumulabili ed altri benefici come badge e medaglie.

### Clan Collection
Il 13 dicembre 2013 è stata annunciata l'accessibilità, in preordine, all'offerta chiamata Clan Collection, una promozione che introduce la disponibilità di mech appartenenti alla fazione dei Clan. L'offerta è suddivisa in otto pacchetti (che portano i nomi di altrettanti modelli di BattleMech, con ulteriori varianti), proposti in offerta "Prime" e "Gold" ("Gold Khan Collection", per esteso), con dotazioni di livree esclusive, moduli, bonus, oggetti per abitacolo, badge, medaglie e wallpaper.
A causa delle proteste dei giocatori, dovute all'eccessivo costo della Clan Collection, l'editore ha deciso d'introdurre anche un'opzione più flessibile e meno dispendiosa, chiamata "À La Carte", che permette la compera anche di un solo BattleMech, senza il vincolo dell'acquisto dell'intero pacchetto.
A partire dal 17 giugno del 2014, i pacchetti oggetto dell'offerta sono stati effettivamente resi disponibili.

### Clan Collection Wave 2
Il 17 settembre 2014, viene annunciata la promozione Clan Collection Wave 2, dove vengono rivelati nuovi mech appartenenti alle fazioni dei Clan. Così come per la precedente iniziativa Clan Collection, è disponibile l'opzione, "À La Carte", che evita di dover acquistare forzatamente un pacchetto completo, dando la possibilità di accedere a singoli mech.

### Resistance Collection
Con Resistance Collection, il 22 ottobre 2014, gli sviluppatori mettono a disposizione in prevendita quattro pacchetti promozionali (denominati "Fire Pack", "Rage Pack", "Fury Pack" e "Wrath Pack"), i quali danno l'opportunità di giocare con cinque nuovi mech, loro varianti e livree, ecc. Qualora il giocatore intendesse adottare unicamente i singoli BattleMech (senza quindi voler acquistare i pacchetti in versione completa e maggiormente dispendiosa), l'opzione "À La Carte" è stata prevista per tale scopo.
L'iniziativa è entrata in piena operatività nel 2015.

### Clan Collection Wave 3
A ideale chiusura di una sorta di trilogia (Clan Collection prima e Clan Collection Wave 2 in seguito), nella giornata del 20 febbraio 2015, viene proposta la promozione denominata Clan Collection Wave 3, nella quale sono promosse le prevendite di pacchetti di nuovi mech e relative varianti, oltre ad altri contenuti (il tutto uscito da giugno 2015). Per la prenotazione di singoli mech, era a disposizione l'opzione "À La Carte".

### Resistance 2 Collection
Il 30 aprile 2015 dal sito ufficiale del gioco viene annunciata la Resistance 2 Collection ("Inner Sphere Collection"), pacchettizzata in quattro singole offerte (a seconda della volontà di spesa dell'utente) e acquistabile in pre-ordine. I mech in promozione sono diventati tutti disponibili a ottobre 2015.

### Origins IIC Clan Collection
Origins IIC Clan Collection è stata annunciata il 29 giugno 2015 e offre in quattro pacchetti commerciali e in pre-ordine, altrettanti nuovi mech (nelle varianti "IIC", ovvero più performanti) che sono stati resi disponibili a dicembre 2015.

### Clan Heroes
A novembre 2016 esce la collection denominata Clan Heroes, che comprende un pacchetto di otto BattleMech di classe Hero, legati alla fazione "Clan".

### Resistance Heroes
Con Resistance Heroes (collezione annunciata il 1 marzo 2017) vengono offerti in pre-ordine 10 nuovi mech di classe Hero (della fazione della Inner Sphere), disponibili da giugno 2017.

### Civil War
Il 14 marzo 2017, Piranha Games presenta il pacchetto denominato Civil War, comprendente il rilascio (a luglio del medesimo anno) di nuovi BattleMech (anche in versione Hero), armi ed equipaggiamenti, contestualmente preannunciando l'avanzamento della linea temporale del gioco (giunta al periodo della Guerra Civile del Commonwealth Federativo dell'universo fittizio BattleTech).

### Clan Heroes II
La collection Clan Heroes II viene proposta il 4 aprile 2017 (con disponibilità per agosto 2017) e comprende un package di nove mech (della fazione "Clan") di classe Hero.

### Clan IIC Heroes
Il package denominato Clan IIC Heroes, presentato il 18 maggio 2017 (con disponibilità per settembre del medesimo anno), introduce quattro nuovi BattleMech inquadrati nella classe Hero, appartenenti alla fazione Clan e nelle varianti "IIC".

### Civil War: Escalation
Il 25 maggio 2017, viene proposta la collezione Civil War: Escalation (con disponibilità effettiva per l'ottobre del 2017), che introduce quattro nuovi modelli di mech con relative varianti (anche in versione Hero).

### Solaris 7 Hero Pack
Con Solaris 7 Hero Pack, il 17 febbraio del 2018 Piranha Games propone in preordine 7 BattleMech in versione "Hero" (e ulteriori bonus), abbinati alla nuova modalità di gioco "Solaris 7", realizzata nell'aprile dello stesso anno.

## Motore grafico
Il motore grafico Unreal Engine 3, con il quale erano stati confezionati i trailer di debutto di MechWarrior Online, era stato impiegato con obiettivi promozionali per annunciare il progetto e generare una "ridda di voci" all'interno della comunità di fans e giocatori, cercare di catturare l'interesse di un editore, nonché per accrescere la stima verso lo stesso sviluppatore canadese.
Il motore effettivamente in seguito adottato è il CryENGINE 3, di proprietà dello sviluppatore Crytek.
Il gioco supporterà le possibilità 3D Vision del produttore di acceleratori grafici NVIDIA, una tecnologia per giocare in 3D stereoscopico immersivo.